# Harcelée
Harcelée est un téléfilm français réalisé par Virginie Wagon en 2016, diffusé le 11 octobre 2017 sur France 2.

## Synopsis
Karine, dont le mari va perdre son emploi, a trouvé du travail après cinq ans d'inactivité, par l'entreprise d'Antoine Masson, le père de la meilleure amie de sa fille. Mais elle ne tarde pas à se retrouver victime de harcèlement moral puis sexuel de la part de ce dernier.

## Fiche technique
- Réalisation : Virginie Wagon
- Assistant réalisatrice : Guillaume Plumejeau
- Scénario et dialogues : Nathalie Kuperman, Raphaëlle Roudaut,  Virginie Wagon
- Scripte : Carole Kornmann
- Directeur de la photographie : Stephan Massis
- Montage : Hugues Orduna
- Décors : Vanessa Holmière
- Costumes : Caroline Tavernier
- Musique : Victor Gambard
- Son : Jean-Marc Dussardier
- Chef cascadeur : Albert Goldberg
- Producteur : Vassili Clert
- Production : France Télévisions, Son et Lumière
- Durée : 96 minutes

## Distribution
- Armelle Deutsch : Karine
- Thibault de Montalembert : Antoine Masson
- Lannick Gautry : Sergio
- Marie Barrouillet : Luna
- Sabine Royer : Océane
- Raphaël Maraval-Roux : Paul
- Sophie Vaslot : Monique
- Jean-Stéphane Souchaud : Benoît
- Frédéric d'Elia : le DRH
- Caroline Tillette : Célia
- Rani Bheemuck : l'avocate de Karine
- Raymond Forestier : l'entraîneur de handball
- Sébastien Laurier : le flic
- Laurence Ruatti : la femme flic
- Stéphanie Moussu : Agathe
- Tessa Remise : Millie

## Récompense
- Festival de la fiction TV de La Rochelle 2016[1] : 
  - Meilleure interprétation féminine pour Armelle Deutsch
  - Meilleur scénario pour Nathalie Kuperman, Raphaëlle Roudaut et Virginie Wagon